# Shuijingfang Museum
Het Shuijingfang Museum (Chinees: 水井坊博物馆 ) is een museum in het Chinese Chengdu. Het museum biedt een overzicht van de oude industrie en wijnproductie. De oude wijnproductieplek werd ontdekt in 1998. Het gebouw dateert uit 2013 en werd ontwerpen door Pritzker-prijswinnaar Liu Jiakun.